# One L
One L: The Turbulent True Story of a First Year at Harvard Law School est le premier livre publié par Scott Turow, en 1977, chez Farrar, Straus and Giroux.

## Résumé
Il s’agit d’un ouvrage autobiographique, dans lequel le célèbre avocat et auteur américain Scott Turow livre un témoignage personnel sur sa première année à la faculté de droit de l’université Harvard.

## Accueil
One L, ainsi qu’on appelle les étudiants de première année de droit à Harvard, est un éternel best-seller depuis sa parution, lu par plusieurs étudiants qui préparent leur entrée à une faculté de droit. Selon un article du Wall Street Journal de 2007, il se vend annuellement 30 000 copies de One L, surtout à des étudiants de première année de droit ou qui ont fait une demande d’admission.